# 氯鼠酮
氯鼠酮（英語：Chlorophacinone）是一種抗凝血劑，可用作滅鼠劑。